# 게이지 이론
양자장론에서 게이지 이론(영어: gauge theory)이란 그 라그랑지언이 국소적으로 대칭인 장론이다. 게이지 이론의 국소적 대칭 변환을 게이지 변환(gauge transformation)이라고 부른다. 게이지 이론의 국소적 대칭은 단순(또는 반단순) 콤팩트 리 군을 이룬다. 이 리 군의 리 대수의 각 생성원(generator)은 각각 벡터 장을 이룬다. 이를 게이지 장이라고 한다. 양자장론에서는 각 장에 해당하는 입자가 있는데, 이를 게이지 보손이라고 한다.
고전전자기학이 고전적 게이지 이론의 대표적인 예로, U(1) 대칭을 가진다. 이외에도 고전적 양-밀스 이론 따위가 있다. 양자장론으로는 표준 모형과 이를 이에 포함된 이론들(양자 전기역학, 양자 색역학, 글래쇼-살람-와인버그 이론) 모두 게이지 이론의 일종이다. 예를 들어 양자 전기역학은 아벨 리 군 U(1)을 기반으로 만들어졌고, 양자 색역학은 특수 유니타리 군SU(3)으로 만들어졌다.

## 정의

### 주다발
게이지 이론은 미분기하학의 올다발 이론으로 정의한다. 보통, 게이지 군은 반단순 콤팩트 리 군 {\displaystyle G}으로 잡는다. 이는 그 리 대수에 자연스러운 내적(킬링 형식)이 존재하여, 게이지 장의 내적을 정의할 수 있기 때문이다. (그러나 천-사이먼스 이론 등 위상 양자장론 따위에서 비콤팩트 리 군을 사용하기도 한다.) 시공간 {\displaystyle M}은 매끄러운 다양체이다.
게이지 이론에서는 {\displaystyle M} 위에 존재하는, 올이 {\displaystyle G}인 주다발 {\displaystyle P\twoheadrightarrow M}들의 집합을 고려한다. 가능한 주다발들의 종류는 {\displaystyle M\to BG} 연속함수들의 호모토피류 {\displaystyle [M,BG]}에 의하여 분류된다. 여기서 {\displaystyle BG}는 {\displaystyle G}의 분류 공간이다. 다양체 {\displaystyle M}이 콤팩트하지 않은 경우, 보통 그 알렉산드로프 콤팩트화 {\displaystyle M^{+}} 위의 주다발을 생각한다. 예를 들어, 통상적인 경우는 4차원 민코프스키 공간의 알렉산드로프 콤팩트화 {\displaystyle M^{+}=S^{4}}를 사용하며, 이 경우 가능한 주다발들은
{\displaystyle [S^{4},BG]=\pi _{4}(BG)=\pi _{3}(G)}
에 의하여 분류된다. 여기서 {\displaystyle \pi _{k}()}는 {\displaystyle k}차 호모토피 군이다. 이러한 가능한 주다발들을 물리학에서는 순간자라고 한다.
게이지 이론을 양자화하는 과정에서, 경로 적분은 가능한 모든 주다발(들의 동형에 대한 동치류)들에 대하여 적분한다. 이는 일반적으로 중요하지 않지만, 예를 들어 게이지 군이 유한군인 데이크흐라프-위튼 모형(영어: Dijkgraaf–Witten model)의 경우에는 국소적 자유도가 없으므로 이러한 대역적 자유도가 중요하다.
가장 간단한 경우인 {\displaystyle G=U(1)} (전기역학)의 경우, {\displaystyle BU(1)=\mathbb {C} P^{\infty }}이다. 즉, U(1) 다발은 복소 선다발과 대응하게 된다. 복소 선다발 {\displaystyle L}은 특성류 이론에 따라서 그 천 특성류 {\displaystyle c_{1}(L)\in H^{2}(M;\mathbb {Z} )}에 따라서 분류된다. 천 특성류는 선다발의 접속의 곡률의 코호몰로지류이므로, 천 특성류는 이는 장세기의 코호몰로지류이다. 즉, 장세기의 코호몰로지류는 정수 계수의 코호몰로지에 속하게 된다. 이는 디랙 양자화(Dirac quantization)를 의미한다.

### 게이지 변환
일반적으로, 물리적인 장들은 {\displaystyle P} 위에 정의된 동변(equivariant) 벡터장이다. 예를 들어, 군 표현 {\displaystyle R\colon G\to U(V)}이고 {\displaystyle V}가 복소수 벡터 공간이라면, 이에 따른 연관 벡터다발(영어: associated vector bundle) {\displaystyle P\times _{G}V}를 생각할 수 있다. 스칼라장은 이 벡터다발의 단면
{\displaystyle \phi \in \Gamma (P\times _{G}V)}
이 된다. 이는 함수
{\displaystyle \phi \in \Omega ^{0}(P,V)}
로 생각할 수 있고, 이 경우 {\displaystyle \phi }는 다음과 같은 동변성(영어: equivariance) 조건을 만족시킨다. 임의의 {\displaystyle g\in G}에 대하여,
{\displaystyle \phi (x\cdot g^{-1})=R(g)\cdot \phi (x)}
만약 {\displaystyle U\subset M}에 단면 {\displaystyle s\in \Gamma (P|_{U})}가 주어졌다고 하자. 그렇다면 {\displaystyle s\colon U\to P|_{U}}이므로, 이에 따라 당김을 정의할 수 있다.
{\displaystyle s^{*}\phi \in \Omega ^{0}(U,V)}
이에 따라, {\displaystyle \phi }를 {\displaystyle U\subset M} 위에 정의된, {\displaystyle V}값을 갖는 함수로 생각할 수 있다. 물론 이는 단면 {\displaystyle s}의 선택에 따라 달라진다. 서로 다른 다른 단면 {\displaystyle s,s'\in \Gamma (P|_{U})}의 차는 일반적으로 {\displaystyle \alpha \colon U\to G}와 같은 함수로 나타내어진다. 즉,
{\displaystyle s'(x)=s(x)\cdot \alpha (x)^{-1}}
이다. 이러한 함수 {\displaystyle \alpha }를 게이지 변환(영어: gauge transformation)이라고 한다. {\displaystyle \phi }를 당기는 단면을 바꾸는 것은 다음과 같은 게이지 변환을 가하는 것과 같다.
{\displaystyle (s\alpha ^{-1})^{*}\phi =R(\alpha (x))s^{*}\phi \in \Omega ^{0}(U,V)}
만약 표현 {\displaystyle R}이 자명한 표현이라면, 즉
{\displaystyle (s\alpha ^{-1})^{*}\phi =s^{*}\phi }
라면, {\displaystyle \phi }는 단면 {\displaystyle s\in \Gamma (P|_{U})}에 관계없이 {\displaystyle M} 위의 함수로 생각할 수 있다. 이러한 경우 {\displaystyle \phi }를 게이지 불변(영어: gauge-invariant)이라고 한다.

### 거대 게이지 변환과 미세 게이지 변환
게이지 변환 {\displaystyle \alpha \colon M\to G}들의 집합
{\displaystyle {\mathcal {G}}={\mathcal {C}}(M,G)}
는 각 점마다의 합성을 통해 위상군을 이룬다. 이 게이지 변환군은 일반적으로 연결 공간이 아닐 수 있고, 그 연결 조각들은 호모토피류
{\displaystyle {\mathcal {G}}/{\mathcal {G}}_{0}=[M,G]}
에 따라서 분류된다. 여기서 {\displaystyle {\mathcal {G}}_{0}}은 {\displaystyle {\mathcal {G}}}에서 단위원을 포함하는 연결 조각이다. 이러한 연결 조각들을 거대 게이지 변환(영어: large gauge transformation)이라고 한다. 예를 들어, 4차원 민코프스키 공간(의 콤팩트화)의 경우, 거대 게이지 변환들은 호모토피 군
{\displaystyle [S^{4},G]=\pi _{4}(G)}
에 의하여 분류된다. 반면, {\displaystyle {\mathcal {G}}}의 리 대수 {\displaystyle {\mathcal {C}}(M,{\mathfrak {g}})}의 원소들은 미세 게이지 변환(영어: small gauge transformation)이라고 한다. 어떤 물리량이 게이지 불변임을 보이려면, 미세 게이지 변환과 거대 게이지 변환에 따라서 불변임을 보이면 된다. 어떤 물리량이 미세 게이지 변환에 대하여 불변이라면 이는 {\displaystyle {\mathcal {G}}_{0}\subset {\mathcal {G}}} (단위원을 포함하는 연결 조각)에 대하여 불변이며, 여기에 또한 {\displaystyle {\mathcal {G}}/{\mathcal {G}}_{0}}에 따라서 불변이라면 이는 {\displaystyle {\mathcal {G}}} 전체에 대하여 불변이기 때문이다.

### 접속과 게이지장
주다발 {\displaystyle P\twoheadrightarrow M}이 주어지면, 여기에 주접속 {\displaystyle A}
를 잡을 수 있다. 이 주접속은 물리학에 게이지 퍼텐셜(영어: gauge potential)이라고 한다.
{\displaystyle G}의 리 대수를 {\displaystyle {\mathfrak {g}}}라고 하자. 주접속 {\displaystyle A\in \Omega ^{1}(P,{\mathfrak {g}})}는 {\displaystyle P} 위에 정의된 동변 함수다. 여기서 동변성을 정의할 때는 리 대수 {\displaystyle {\mathfrak {g}}} 위에 자연스럽게 존재하는 딸림표현 {\displaystyle \operatorname {Ad} \colon G\times {\mathfrak {g}}\to {\mathfrak {g}}}을 사용한다. 위와 같이, 만약 국소적인 단면 {\displaystyle s\in \Gamma (P|_{U})}가 주어지면, 주접속은 국소적으로 {\displaystyle {\mathfrak {g}}}값을 가진 미분형식 {\displaystyle s^{*}A\in \Omega ^{1}(U,{\mathfrak {g}})}로 나타낼 수 있다. 주접속의 게이지 변환은
{\displaystyle (s\alpha ^{-1})^{*}A=\operatorname {Ad} (\alpha (x))s^{*}A+\alpha (x)d\alpha (x)^{-1}\in \Omega ^{1}(U,{\mathfrak {g}})}
이다.
주접속의 곡률
{\displaystyle F=dA+{\frac {1}{2}}[A\wedge A]\in \Omega ^{2}(P,{\mathfrak {g}})}
을 정의할 수 있다.여기서 {\displaystyle d}는 외미분이고, {\displaystyle [\wedge A]}는 리 괄호와 쐐기곱을 합성한 것이다. 주접속의 곡률은 물리학에서 게이지 장세기(영어: gauge field strength)라고 한다. 맥스웰 방정식에서의 패러데이 텐서는 U(1) 장세기의 특수한 경우다. 마찬가지로, 단면 {\displaystyle s\in \Gamma (P|_{U})}이 주어지면 곡률 또한 {\displaystyle s^{*}F\in \Omega ^{2}(U,{\mathfrak {g}})}로 나타낼 수 있다. 곡률의 게이지 변환은
{\displaystyle (s\alpha ^{-1})^{*}F=\operatorname {Ad} (\alpha (x))s^{*}F\in \Omega ^{2}(U,{\mathfrak {g}})}
이다.
즉, 게이지 변환이 단순하므로 게이지 장세기는 (게이지 퍼텐셜과 달리) {\displaystyle P\times _{G}{\mathfrak {g}}}의 단면으로 여길 수 있다.
{\displaystyle F\in \Omega ^{2}(M,P\times _{G}{\mathfrak {g}})}

### 공변 미분
스칼라장 {\displaystyle \phi \in \Omega ^{0}(P,V)}가 주어졌다면, 그 도함수
{\displaystyle d\phi \in \Omega ^{1}(P,V)}
는 게이지 퍼텐셜과 유사하게 다음과 같이 게이지 변환한다.
{\displaystyle (s\alpha ^{-1})^{*}d\phi =R(\alpha (x))s^{*}d\phi +d(R(\alpha ))\wedge s^{*}\phi \in \Omega ^{1}(U,V)}
반면 {\displaystyle dR(A)\wedge \phi }는 다음과 같이 변환한다. 여기서 {\displaystyle dR\colon {\mathfrak {g}}\to {\mathfrak {u}}(V)}는 리 대수의 표현으로, 리 군 표현 {\displaystyle R\colon G\to U(V)}의 무한소 버전이다.
{\displaystyle (s\alpha ^{-1})^{*}(dR(A)\wedge \phi )=R(\alpha )s^{*}(dR(A)\wedge \phi )-d(R(\alpha ))\wedge s^{*}\phi }
따라서, 다음과 같이
{\displaystyle D\phi =d\phi +dR(A)\wedge \phi \in \Omega ^{1}(P,V)}
를 정의하자. 그렇다면
{\displaystyle (s\alpha ^{-1})^{*}D\phi =R(\alpha )s^{*}D\phi }
가 되어, {\displaystyle \phi }와 같은 꼴로 게이지 변환하게 된다. 이 연산 {\displaystyle D}를 공변 미분(영어: covariant derivative)이라고 한다. 이는
{\displaystyle D\colon \Omega ^{0}(M,P\times _{G}V)\to \Omega ^{1}(M,P\times G_{V})}
로 생각할 수 있다.

### 페르미온
스칼라장과 게이지 퍼텐셜 말고도, 페르미온이 존재할 수 있다. {\displaystyle M}이 스핀 구조를 가졌다고 하자. 그렇다면 위와 같이 표현 {\displaystyle R\colon G\to U(V)}가 주어졌을 때, 적절한 복소 스피너 다발 {\displaystyle \Delta \twoheadrightarrow M}을 골라, 이에 따르는 페르미온
{\displaystyle \psi \in \Gamma (\Delta \otimes V)}
을 생각할 수 있다. 여기서 {\displaystyle \Gamma }는 복소벡터다발 {\displaystyle \Delta \otimes V}의 단면(section)들의 집합이다.
이러한 물질은 게이지 변환 {\displaystyle \alpha \colon M\to G}에 대하여
{\displaystyle \psi (x)\mapsto R(\alpha (x))\cdot \psi (x)}
으로 변환한다.
보다 일반적으로, 스핀 구조가 없더라도 적절한 스핀C 구조가 존재한다면 게이지에 대하여 대전된 페르미온이 존재할 수 있다.

### 작용과 라그랑지언
양자장론은 작용이라는 값
{\displaystyle S\in \mathbb {R} /2\pi }
에 의하여 정의된다. 이에 따라, 경로 적분에 등장하는 값
{\displaystyle \exp(iS)\in \mathbb {C} }
을 정의할 수 있다. 보통 작용은 참된 실수 {\displaystyle S\in \mathbb {R} }이지만, 특수한 경우에는 그렇지 않을 수 있다 (예를 들어 베스-추미노-위튼 모형 등). 작용은 보통 라그랑지언이라는 함수 {\displaystyle {\mathcal {L}}\colon M\to \mathbb {R} }의 적분으로 나타내어진다.
{\displaystyle S=\int _{M}{\sqrt {|\det g|}}{\mathcal {L}}}
대표적으로, {\displaystyle M}에 (유사) 리만 계량이 주어져 있다고 하자. 그렇다면
{\displaystyle \langle F,F\rangle \in \Omega ^{0}(P)}
를 정의할 수 있다. (여기서 리 대수 지수의 경우 킬링 형식을 사용한다.) 이는 게이지 불변이므로, {\displaystyle M} 위의 실수값 함수로 간주할 수 있다. 따라서 이를 라그랑지언으로 놓아, 작용을 다음과 같이 놓을 수 있다.
{\displaystyle S={\frac {1}{4g^{2}}}\int \langle F,F\rangle }
여기서 {\displaystyle g^{2}\in \mathbb {R} ^{+}}는 결합 상수라고 불리는 임의의 실수이다. 이러한 {\displaystyle S}를 양-밀스 작용(영어: Yang–Mills action)이라고 한다. 여기에 변분법을 적용하여 운동 방정식을 유도할 수 있다. 만약 {\displaystyle G=U(1)}인 경우는 맥스웰 방정식을 얻고, {\displaystyle G=SU(n)}인 경우는 양-밀스 방정식을 얻는다.
또한, 만약 {\displaystyle M}이 4차원이라면
{\displaystyle \int _{M}F\wedge F}
또한 게이지 불변이다. 여기서도 암묵적으로 킬링 형식을 사용하였다. 이 경우에는 {\displaystyle M}의 계량 텐서가 필요없다는 것에 주목하라. 이러한 항은 양자 색역학의 CP 위반항으로 알려져 있다.
물질의 경우, 마찬가지로 다음과 같은 꼴들의 항을 라그랑지언으로 사용할 수 있다.
{\displaystyle g^{\mu \nu }\delta _{{\bar {\imath }}j}{\overline {D_{\mu }\phi }}^{\bar {\imath }}D_{\nu }\phi ^{j}}
{\displaystyle \delta _{{\bar {\imath }}j}{\bar {\phi }}^{\bar {\imath }}\phi ^{j}}
여기서 {\displaystyle g^{\mu \nu }}는 리만 계량 텐서의 역이고, {\displaystyle \delta _{{\bar {\imath }}j}}는 {\displaystyle V} 위에 정의된 내적이다.

### 윌슨 고리
작용에 다른 게이지 불변항을 추가할 수 있다. 예를 들어, 닫힌 곡선 γ가 있으면, 다음과 같이 윌슨 고리 {\displaystyle W}를 정의할 수 있다.
{\displaystyle W=\chi ^{(\rho )}\left({\mathcal {P}}\exp \int _{\gamma }A\right)}
여기서 {\displaystyle \chi }는 복소 군 표현의 지표고, {\displaystyle {\mathcal {P}}}는 경로순서화 연산자다. 그러니 이런 항은 일반적인 시공에서는 대개 로런츠 대칭을 따르지 않는다. 칼루차-클라인 이론에서는 축소화된 차원에 따라 이런 항을 적을 수 있다.

## 같이 보기
- 아로노프-봄 효과
- 게이지 변환군
- 칼루차–클레인 이론
- 양자 색역학
- 양자 전기역학
- 전자기 퍼텐셜
- 전자기장 텐서
- 양자장론
- 표준 모형
- 전하 (물리학)
- 양-밀스 이론
- 양-밀스 질량 간극 가설
- 게이지 이론 (수학)